# Костин, Александр Васильевич
Александр Васильевич Ко́стин (укр. Олександр Васильович Костін; 22 сентября 1939, Самарканд — 9 ноября 2022, Киев) — советский и украинский композитор. Народный артист Украины (1996).

## Биография
Родился 22 сентября 1939 года в Самарканде (ныне — Узбекистан). Окончил музыкальное училище в Нежине. В 1971 году получил образование в КГК имени П. И. Чайковского по классу композиции А. Я. Штогаренко. В 1973—1978 годах заведовал музыкальной частью театра русской драмы, в 1978—1981 годах заведующий редакцией издательства «Музыкальная Украина», в 1987—1997 годах — художественный руководитель Киевского дома органной и камерной музыки, с 1997 года — заведующий кафедрой оперной режиссуры НМАУ. Член НСКУ.
Наиболее известный, благодаря своим балетам — «Русалочка», «Демон», «Приглашение к казни», «Пушкин», которые ставились в КУГАТОБ имени Т. Г. Шевченко. Кроме того, в творческом багаже Костина — 4 оперы, симфонические, камерно-инструментальные и камерно-вокальные произведения.
Скончался 9 ноября 2022 года.

## Творчество
- симфоническая поэма «Иван Вышенский» по мотивам поэмы И. Я. Франко (1993)
- песни
- мюзикл «Графиня София Потоцкая» (1994)

оперы
- «Златорогий олень» по поэме Д. Павлычко (1982)
- «Благие намерения» (1984)
- «Приз»
- «Семь мам Семена Синебородько» (1992)
- «Оргия» по драме Леси Украинки (1993)
- «Сулейман и Роксолана» (1995)

балеты
- «Приглашение на казнь» по роману В. В. Набокова (1984)
- «Русалочка» (1988)
- «Демон» по поэме М. Ю. Лермонтова (1992)

## Награды и премии
- Заслуженный деятель искусств Украинской ССР (1990)
- Народный артист Украины (1996)
- Почётная грамота Кабинета министров Украины (2004)[2]
- Государственная премия Украины имени Т. Г. Шевченко (1992) — за оперу-сказку «Золоторогий олень», балет «Русалочка»